# Sperian Protection
Sperian Protection är ett världsledande företag inom personlig skyddsutrustning. Företaget grundades år 1957 av Christian Dalloz, och en rad uppköp och sammanslagningar har lett fram till vad som idag heter Sperian Protection. Koncernen har ca 5500 anställda och 30 produktionsanläggningar fördelade på fem kontinenter. 

## Produkter
Sperian Protection utvecklar och producerar personlig skyddsutrustning för hela kroppen:
- Hörselskydd
- Ögon-, och ansiktsskydd
- Andningsskydd
- Gasdetektorer
- Skyddshandskar
- Skyddskläder
- Skyddsskor
- Fallskydd

## Varumärken
Sperian Protections produkter är främst samlade under tre varumärken; Sperian, Miller by Sperian samt Howard Leight by Sperian. Även Antec ingår i varumärkesportföljen. Sedan 2004 har Sperian Protection exklusiv licens att marknadsföra Timberland PRO i Europa och delar av Mellanöstern och Afrika. 

## Historia
1957  Bildades Christian Dalloz.

1974  Bildades Bacou SA.

1979  Bacou SA startar sin första internationella verksamhet i Spanien.

1986  Dalloz etablerar sig på börsen.

1989  Dalloz köper upp det amerikanska WGM Safety Corp med varumärkena Willson, Miller och Granet.

1993  Bacou USA bildas för att kunna förvärva Uvex Safety Inc.

1997  Bacou Group etableras i Shanghai, Kina.

1990-2001  Dalloz förvärvar successivt Bilsom, Pulsafe, Troll, Komet, Moxham, Söll och Fendall.

1990-2001  Bacou förvärvar Survivair, Howard Leight, Perfect Fit, Biosystems, Fenzy, Titmus, Optrel, Ox’Briidge, Delta Protection.

2001  Bacou-Dalloz bildas genom en sammanslagning av de bägge företagen.

2003  Bacou-Dalloz förvärvar Securitex.

2004  Avyttrar Abrium, en fransk distributör.

2007  Bacou-Dalloz förvärvar Nacre.

2007  Bacou-Dalloz byter namn till Sperian Protection.

2008  Sperian Protection förvärvar Combisafe.

## Sperian Protection Nordic AB
Sperian Protections nordiska och baltiska huvudkontor ligger i Helsingborg. Här finns även en R&D-avdelning för hörselprodukter. 